# Emanuele di Anatolia
Emanuele di Anatolia (Anatolia, III secolo – Anatolia, III secolo) fu un cristiano che visse nel III secolo in Anatolia.
Fu martirizzato insieme a Codrato (conosciuto anche come Quadrato) e a Teodosio.
Secondo quanto narrato da uno dei sinassari bizantini si narra che Codrato, vescovo di una giovane comunità di cristiani dell'Asia minore, era stato dissuaso dai pagani dal manifestare la sua fede e dall'esercitare la sua guida nella comunità, ma rifiutatosi fu catturato ed ucciso. Dopo la morte del pastore, Emanuele e Teodosio si presentarono al governatore della provincia professando apertamente la loro fede per rendere testimonianza, pur sapendo cosa rischiassero. Furono torturati e decapitati. Le fonti sono incomplete ed imprecise nel periodo storico in cui il martirio accadde.